# Centre Eugène-Marquis
 (avril 2024).
Si vous disposez d'ouvrages ou d'articles de référence ou si vous connaissez des sites web de qualité traitant du thème abordé ici, merci de compléter l'article en donnant les références utiles à sa vérifiabilité et en les liant à la section « Notes et références ».
Le centre Eugène-Marquis est un centre régional de lutte contre le cancer à Rennes, en France. Projet impulsé par Eugène Marquis, chirurgien rennais, le centre ouvre en 1936. Le lieu a pour but de rassembler l'ensemble des moyens de lutte contre le cancer : équipements de chirurgie, radiodiagnostic, radiothérapie et laboratoires d'analyses.
En 2023, le centre est le plus important de la région Bretagne et compte 23 000 patients chaque année.

## Situation
Le centre Eugène-Marquis est situé au nord-ouest de Rennes, au sein du centre hospitalier universitaire de Rennes à Pontchaillou. 

## Histoire

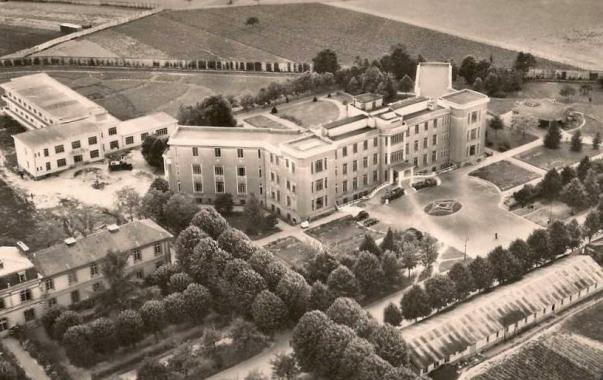
Centre du Cancer de Rennes (Hospice de Pontchaillou). À droite, les baraquements d'accueil des blessés civils en 1940.

En 1923, le Dr Marquis déclare son intention de créer à Rennes un Centre anti-cancéreux dans le vaste domaine de l'hospice de Pontchaillou, à l'ouest du Canal d'Ille-et-Rance et de la voie ferrée Rennes-Dol-Saint-Malo. Autorisé le 5 mai 1924 par arrêté du ministre du Travail et de l'Hygiène le Centre anticancéreux de l'Ouest est inauguré le 28 juillet 1924 par Paul Bénazet, député de l'Indre, commissaire à la guerre chargé de l'éducation physique.
Dix ans plus tard, devant l'afflux de malades de toute la Bretagne, le Pr Marquis lance le projet de la construction d'un bâtiment moderne financé par l’État avec des contributions des départements de l'Ouest. Le Centre du cancer, achevé à l'été 1936, devait être inauguré en octobre par Irène Joliot-Curie, sous-secrétaire d’État aux recherches scientifiques. La démission de la descendante de l'inventeur du radium, le 28 septembre 1936 remet en cause la date de l'inauguration.
En 1er octobre 1945, le complexe rejoint les centres de lutte contre le cancer, réseau érigé par une ordonnance du Général de Gaulle.
En 2023, le centre enregistre 23 000 patients par an.

## Statut et organisation
Le centre Eugène Marquis est un centre de lutte contre le cancer, régi par les articles L. 6162-1 à L. 6162-13 du code de la santé publique. C'est une structure droit privé à but non lucratif.